# بايرون بي. هارلان
بايرون بي. هارلان (بالإنجليزية: Byron B. Harlan)‏ هو قاضي ومحامي وسياسي أمريكي، ولد في 22 أكتوبر 1886 في غرينفيل في الولايات المتحدة، وتوفي في 11 نوفمبر 1949 في الولايات المتحدة بسبب نوبة قلبية. حزبياً، نشط في الحزب الديمقراطي. وقد انتخب عضو مجلس النواب الأمريكي.